# Lexiphanes affinis
Lexiphanes affinis är en skalbaggsart som först beskrevs av Samuel Stehman Haldeman 1849.  Lexiphanes affinis ingår i släktet Lexiphanes och familjen bladbaggar. Inga underarter finns listade i Catalogue of Life.